# Barry White
Barry Eugene White, född Barry Eugene Carter den 12 september 1944 i Galveston, Texas, död 4 juli 2003 i Los Angeles, Kalifornien, var en amerikansk musikproducent, sångare och låtskrivare. White skapade ett flertal soul- och discohitar, inspelningarna innehöll ofta hans djupa basröst och sensuella framförande, som gav en romantisk stämning. White kallades ibland The Maestro ("Mästaren") eller The Walrus of Love ("Kärleksvalrossen"). Totalt har Whites musik sålt över 100 miljoner exemplar.

## Biografi

### Tidiga år
Barry White föddes som Barry Eugene Carter i Galveston i Texas men växte upp i South Central, ett av de mest brottsdrabbade områdena av Los Angeles. Där gick han med i ett gäng vid tio års ålder. 
När White var sjutton år gammal dömdes han till fyra månaders fängelse för att ha stulit Cadillac-däck för 30 000 dollar. Efter att ha kommit ut, lämnade Barry White gänget och inledde en musikkarriär i början av 1960-talet. 

### Musikkarriär
White har berättat om hur han en dag i tonåren vaknade upp och under natten hade fått sin mäktiga basröst. Den kom väl till pass i de sånggrupper han gick med i, innan han försökte sig på en solokarriär i mitten av decenniet. Hans enda framgångar under 1960-talet var som kompositör: hans sånger spelades in av bland annat Bobby Fuller och TV-gruppen The Banana Splits. 1969 fick han till slut sitt genombrott när han började sjunga tillsammans med de tre talangfulla kvinnliga sångerskorna i Love Unlimited.
Gruppen modellerades efter den klassiska Motown-gruppen The Supremes, och ägnade två år åt att finslipa klangbilden med White, innan de fick kontrakt med 20th Century Fox Records. White skrev, producerade och arrangerade den klassiska soulballaden "Walking in the Rain (With The One I Love)". Låten nådde topplistorna.
Under 1970-talet fick gruppen flera hits. Så småningom gifte sig White med gruppens kvinnliga försångare, Glodean James. Under arbetet med några demoinspelningar för en manlig sångare, föreslog skivbolaget att White skulle pröva att vara lead singer. White tvekade, men gick sedan med på det, och skapade på det sättet musikhistoria.
Bland Barry Whites hits finns bland annat "I'm Gonna Love You Just a Little More Baby" (1973), "Never, Never Gonna Give You Up" (1973), "Can't Get Enough of Your Love, Babe" (1974), "You're the First, the Last, My Everything" (1974), "What Am I Gonna Do With You" (1975), "Let the Music Play" (1976), "Your Sweetness is My Weakness" (1978), "Change" (1982), "Sho' You Right" (1987) och "Practice What You Preach" (1994).

### Skådespelarkarriär
Barry Whites musik förekom ofta i den framgångsrika TV-serien Ally McBeal under sent 1990-tal. Serien använde olika sätt att visa vad rollfigurerna tänkte, och John Cage (spelad av Peter MacNicol) hörde ibland Barry White när han var sexuellt upphetsad. Användningen av Whites musik gjorde den populär igen och White uppträdde senare i serien.
White var förebilden för rollfiguren Chef i TV-serien South Park. Han erbjöds rollen, men som hängiven kristen, var White obekväm med seriens rätt vanvördiga humor. Isaac Hayes tog rollen istället.
White gjorde också ett par gästframträdanden i TV-serien The Simpsons. I ett av dem användes hans basröst för att locka till sig ormar.

### Senare år
Whites memoarer, Barry White: Love Unlimited, skrevs tillsammans med Marc Eliot och publicerades 1999.
Barry White hade haft kroniskt högt blodtryck en längre tid, och det resulterade i att hans njurar slutade fungera på hösten 2002. Han drabbades av stroke i maj 2003, och tvingades därefter att träda tillbaka. 
Den 4 juli 2003 dog White på Cedars-Sinai Medical Center i västra Hollywood-delen av Los Angeles, vid endast 58 års ålder. Han sade under senare delen av sitt liv att han skulle vilja bli ihågkommen som en god människa som råkade kunna sjunga.

## Eftermäle
Den 20 september 2004 blev Barry White invald i Dance Music Hall of Fame vid en ceremoni i New York för sina framgångar som artist.

## Diskografi

### Album

#### Love Unlimited & Love Unlimited Orchestra
- 1972: From a Girl's Point of View We Give to You
- 1973: Under the Influence Of
- 1974: Rhapsody in White
- 1974: Together Brothers
- 1974: In Heat
- 1974: White Gold
- 1975: Music Maestro Please
- 1976: My Sweet Summer Suite
- 1977: He's All I've Got
- 1978: My Musical Bouquet
- 1979: Super Movie Themes, just a little bit different
- 1979: Love Is Back
- 1981: Let 'Em Dance!
- 1981: Welcome Aboard
- 1983: Rise

#### Barry White
- 1973: I've Got So Much to Give
- 1973: Stone Gon'
- 1974: Can't Get Enough
- 1975: Just Another Way to Say I Love You
- 1976: Let the Music Play
- 1976: Is This Whatcha Want?
- 1977: Barry White Sings for Someone You Love
- 1978: The Man
- 1979: The Message Is Love
- 1979: I Love to Sing the Songs I Sing
- 1980: Sheet Music
- 1981: Barry & Glodean
- 1981: Beware!
- 1982: Change
- 1983: Dedica Ted
- 1987: The Right Night & Barry White
- 1989: The Man Is Back!
- 1991: Put Me In Your Mix
- 1992: Just For You (20-Jahre-Edition mit 3 CD?s)
- 1994: The Icon Is Love
- 1999: The Ultimate Collection
- 1999: Staying Power

#### Medverkande
- 1999: The Prodigy Presents The Dirtchamber Sessions Volume One

### Singlar
Topplista: Billboard Hot 100; Dansmusiktopplista: Hot Dance Music/Club Play.

#### Love Unlimited
- 1972 "Walkin' In the Rain With the One I Love (#14 US)
- 1973 "It May Be Winter Outside (But In My Heart It's Spring) (#83 US)
- 1974 "Under the Influence Of Love" (#76 US)
- 1975 "I Belong To You (#27 US)

#### Love Unlimited Orchestra
- 1974 "Love's Theme" (#1 US)
- 1974 "Rhapsody In White" (#63 US)
- 1975 "Satin Soul" (#22 US, #11 Dance)
- 1976 "My Sweet Summer Suite" (#48 US) / "Brazillian Love Song" (#1 Dance - räknas som dubbelsidig singel på danslistan)
- 1977 "Theme From King Kong" (#68 US, #7 Dance)
- 1981 "Welcome Aboard" (#59 Dance)

#### Barry White
- 1973 "I'm Gonna Love You Just a Little More Baby" (#3 US)
- 1973 "I've Got So Much Love To Give" (#32 US)
- 1974 "Never, Never Gonna Give You Up" (#7 US)
- 1974 "Honey Please, Can't Ya See" (#44 US)
- 1974 "Can't Get Enough Of Your Love Babe" (#1 US)
- 1975 "You're the First, the Last, My Everything" (#2 US, #2 Dance)
- 1975 "What Am I Gonna Do With You" (#8 US)
- 1975 "I'll Do For You Anything You Want Me To" (#40 US)
- 1976 "Let the Music Play" (#32 US)
- 1976 "Baby, We Better Try To Get It Together" (#92 US)
- 1977 "I'm Qualified To Satisfy You" (#30 Dance)
- 1977 "It's Ecstasy When You Lay Down Next To Me" (#4 US, #5 Dance)
- 1978 "Oh What a Night For Dancing" (#24 US)
- 1978 "Your Sweetness Is My Weakness" (#60 US, #16 Dance)
- 1990 "The Secret Garden (Sweet Seduction Suite)" (Quincy Jones med Al B. Sure!, James Ingram, El DeBarge och Barry White) (#31 US)
- 1994 "Practice What You Preach" (#18 US)
- 1995 "Come On" (#87 US)
- 1996 "Slow Jams" (Quincy Jones med Babyface, Tamia, Portrait och Barry White) (#68 US)